# Fiwix
Fiwix es un núcleo de sistema operativo basado en la arquitectura UNIX y totalmente enfocado a ser compatible con POSIX. Está diseñado y desarrollado principalmente como un sistema operativo para aficionados, pero también sirve para fines educativos. Se ejecuta en la plataforma de hardware i386 y es compatible con una buena base de aplicaciones GNU existentes. Sigue la Interfaz Binaria de Aplicaciones del Sistema V y también es compatible con la llamada al sistema ABI de Linux 2.0 en su mayor parte.
El sistema operativo FiwixOS 3.1 es una distribución de Fiwix. Utiliza el kernel de Fiwix, incluye la cadena de herramientas de GNU (GCC, Binutils, Make), utiliza Newlib v3.2.0 como su biblioteca estándar de C, y Ext2 como su sistema de archivos principal.

## Características
Las características según el sitio web oficial incluyen:
- Compatible con GRUB Multiboot Specification v1.
- Compatible con POSIX (principalmente).
- Para procesadores i386 y superiores.
- Grupos de procesos, sesiones y control de trabajos.
- Comunicación entre procesos con tuberías y señales.
- Mecanismo de bloqueo de archivos BSD (POSIX restringido a todo el archivo y aviso).
- El sistema Linux 2.0 ABI llama a la compatibilidad (principalmente)
- Algoritmo de programador basado en Round Robin (todavía no hay prioridades).
- Compatibilidad con el sistema de archivos Ext2 con tamaños de bloque de 1 KB, 2 KB y 4 KB.
- Compatibilidad con el sistema de archivos Minix v1 y v2.
- Compatibilidad con el sistema de archivos Proc similar a Linux (solo lectura).
- Compatibilidad con sistemas de archivos ISO9660 con extensiones Rock Ridge.
- Compatibilidad con dispositivos RAMdisk.
- Compatibilidad inicial con imágenes RAMdisk (initrd).
- Compatibilidad con aplicaciones basadas en SVGALib.
- Compatibilidad con consolas virtuales (hasta 12).
- Controlador de teclado con compatibilidad con mapas de teclas Linux.
- Controlador de dispositivo de disquete y administración de DMA.
- Controlador de dispositivo de disco duro IDE/ATA.
- Controlador de dispositivo de CD-ROM IDE/ATA ATAPI.